# 向かいあわせ
「向かいあわせ」（むかいあわせ）は、日本のシンガーソングライター・aikoの27枚目のシングル（品番：PCCA-03181）。2010年4月21日にポニーキャニオンから発売された。

## 背景
- 前作「戻れない明日」から約2ヶ月、アルバム『BABY』から約1ヶ月でのリリースとなった。
- 初回限定盤のみカラートレイ仕様。ジャケットの写真は初回限定盤と通常盤で同じものが使われている。

## 制作
タイアップが決まってから制作が開始され、プレッシャーにならないようにと、映画のことは意識せずに進められた。すると、詞の「暑い坂を上ったとこ」と、映画中の、家が坂の上にあるという設定が偶然合った。

## ミュージック・ビデオ

### 向かいあわせ
中江功が監督を務めた。
2012年4月21日に発売されたミュージック・ビデオ集『ウタウイヌ4』に収録され、2013年7月16日にはYouTubeで公開された。

## 楽曲について
1. 向かいあわせ
NHK紅白歌合戦（2010年）で歌唱された[11]。
2. カケラを残す
数年前に作られた曲で、多忙なスケジュールの中レコーディングされた[8]。
3. 甘い絨毯
8枚目アルバム『秘密』制作時にレコーディングされ存在していたが、規定の収録時間を超えてしまうことにより収録されないでいた[8]。そして、9枚目アルバム『BABY』に収録される予定だったが、同じバラードである「トンネル」を収録したいということで収録されなかった[8]。
2016年5月現在、aikoの全楽曲中最も演奏時間が長い。

### タイアップ
- 映画『ダーリンは外国人』主題歌(#1)

「スター」（2005年）以来約4年半ぶり、通算3曲目となる映画主題歌となった。

## 収録曲

### CD
| 全作詞・作曲: AIKO。 全編曲: 島田昌典。 |                                |                         |                         |      |
| #                                       | タイトル                       | 作詞                    | 作曲・編曲              | 時間 |
| 1.                                      | 「向かいあわせ」               | AIKO。 全編曲: 島田昌典 | AIKO。 全編曲: 島田昌典 | 5:03 |
| 2.                                      | 「カケラを残す」               | AIKO。 全編曲: 島田昌典 | AIKO。 全編曲: 島田昌典 | 4:54 |
| 3.                                      | 「甘い絨毯」                   | AIKO。 全編曲: 島田昌典 | AIKO。 全編曲: 島田昌典 | 6:44 |
| 4.                                      | 「向かいあわせ」(instrumental) | AIKO。 全編曲: 島田昌典 | AIKO。 全編曲: 島田昌典 | 4:58 |
| 合計時間:                               | 合計時間:                      | 21:39                   |                         |      |

## 収録アルバム
- 『時のシルエット』（2012年）- #1

2011年2月に発表されたベスト・アルバム『まとめI』・『まとめII』には収録されず、翌年6月に発表されたオリジナル・アルバム『時のシルエット』に収録され、アルバム初収録となった。